# Bithynia moreletiana
Bithynia moreletiana е вид охлюв от семейство Bithyniidae.

## Разпространение
Този вид е разпространен в Мианмар.